# Palana (fleuve)
Pour la ville située non loin de l'embouchure du fleuve, voir Palana.
Le Palana (en russe : Палана) est un fleuve situé dans le raïon de Tiguil au nord-ouest de la péninsule du Kamtchatka, dans l'Extrême-Orient russe. Son nom vient du Koriak, « пылъылъын » (ISO 9 : pylylyn) qui signifie « seuil ». La ville de Palana est située à 7 km de son embouchure.
Le Palana prend sa source dans le lac Palanski, à une altitude de 275 m et se jette dans la mer d'Okhotsk. Dans la partie supérieure du fleuve, de nombreuses cascades et rapides se succèdent alors que dans sa portion inférieure le cours change souvent de direction.
Les eaux de la rivière sont poissonneuses : truite brune et le saumon coho.
Des radiolaires du Jurassique ont été trouvées près de l'embouchure du fleuve.